# Malowana Skała
Malowana Skała (635 m n.p.m.) – skała w Sudetach Zachodnich, w paśmie Karkonoszy.
Granitowa skała o wysokości 4 m powyżej Jagniątkowa nad potokiem Wrzosówka a poniżej Baszt Skalnych. Na północno-zachodniej ścianie skały znajduje się malowidło (około 40 x 20 cm) przedstawiające widok na Śnieżne Kotły i Czarny Kocioł.